# Mikołaj Grynberg

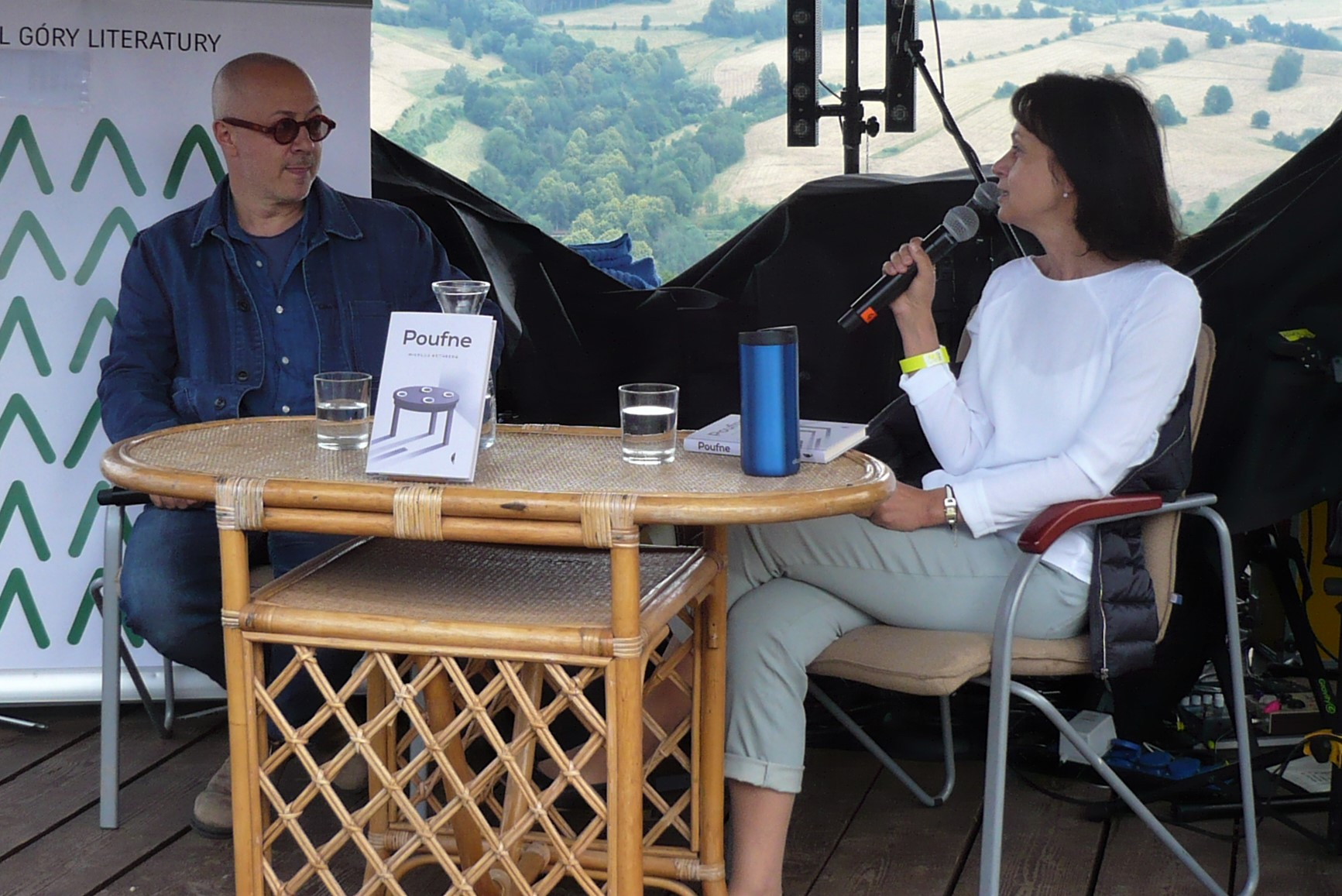
Mikołaj Grynberg i Urszula Glensk, VI Festiwal Góry Literatury, 2020

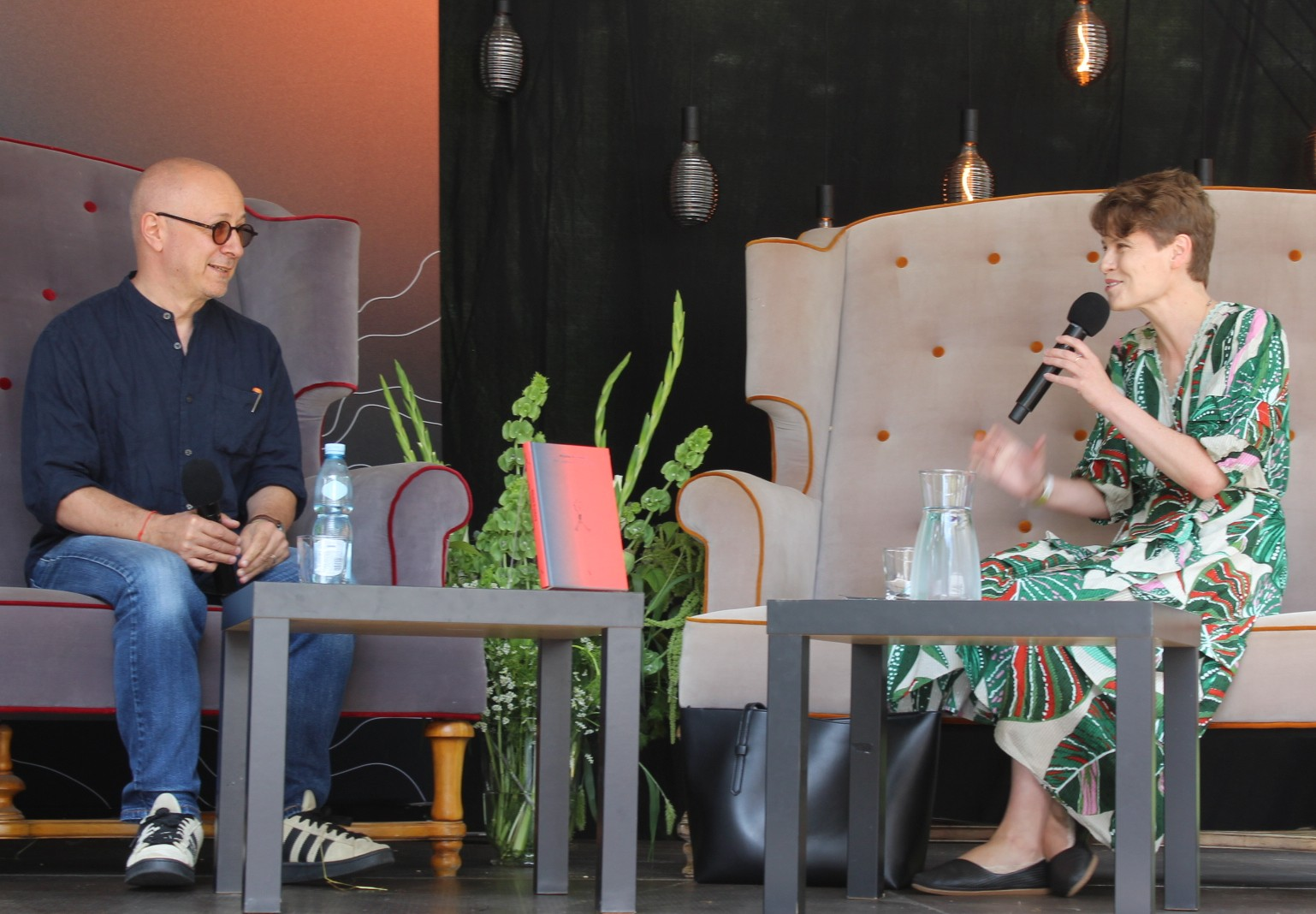
Mikołaj Grynberg i Eliza Kącka

Mikołaj Grynberg (ur. 21 czerwca 1966 w Warszawie) – polski artysta fotograf, pisarz, reporter, z wykształcenia psycholog.

## Życiorys
Jest synem fizyka Mariana Grynberga i Danieli z domu Guterman (1940-2002). Ukończył studia psychologiczne na Uniwersytecie Warszawskim.
W 1993 zadebiutował jako fotograf. Prowadził wykłady w Leica Academy oraz w Związku Polskich Artystów Fotografików. Założył grupy fotograficzne – Osobiste Projekty Fotograficzne, funkcjonujące w Warszawie, Sankt Petersburgu i Archangielsku.
Swoją pierwszą publikację, album Dużo kobiet, wydał w 2009. W 2018 nominowany do Nagrody Literackiej „Nike” za zbiór opowiadań Rejwach. W 2024 za książkę Jezus umarł w Polsce został laureatem Nagrody Literackiej Prezydenta Miasta Białegostoku im. Wiesława Kazaneckiego oraz otrzymał nominację do Nagrody Literackiej Nike.

## Publikacje książkowe
Albumy fotograficzne
- Dużo kobiet, Biblioteka Gazety Wyborczej, 2009
- Auschwitz – co ja tu robię?, Państwowe Muzeum Auschwitz-Birkenau, 2010[7]

Eseistyka i literatura faktu
- Ocaleni z XX wieku, Świat Książki, 2012; Wydawnictwo Czarne, 2018 (wydanie drugie)
- Oskarżam Auschwitz. Opowieści rodzinne, Wydawnictwo Czarne, 2014
- Rejwach, Wydawnictwo Nisza, 2017. Wydanie amerykańskie: I'd like to say sorry, but there's no one to say sorry to: stories, przełożył Sean Gasper Bye, The New Press, New York, 2021[8]
- Księga Wyjścia, Wydawnictwo Czarne, 2018[9]
- Poufne, Wydawnictwo Czarne, 2020[10]
- Jezus umarł w Polsce, Wydawnictwo Agora, 2023[11]
- Rok, w którym nie umarłem, Wydawnictwo Agora, 2025[12]